# Екатеринвердер

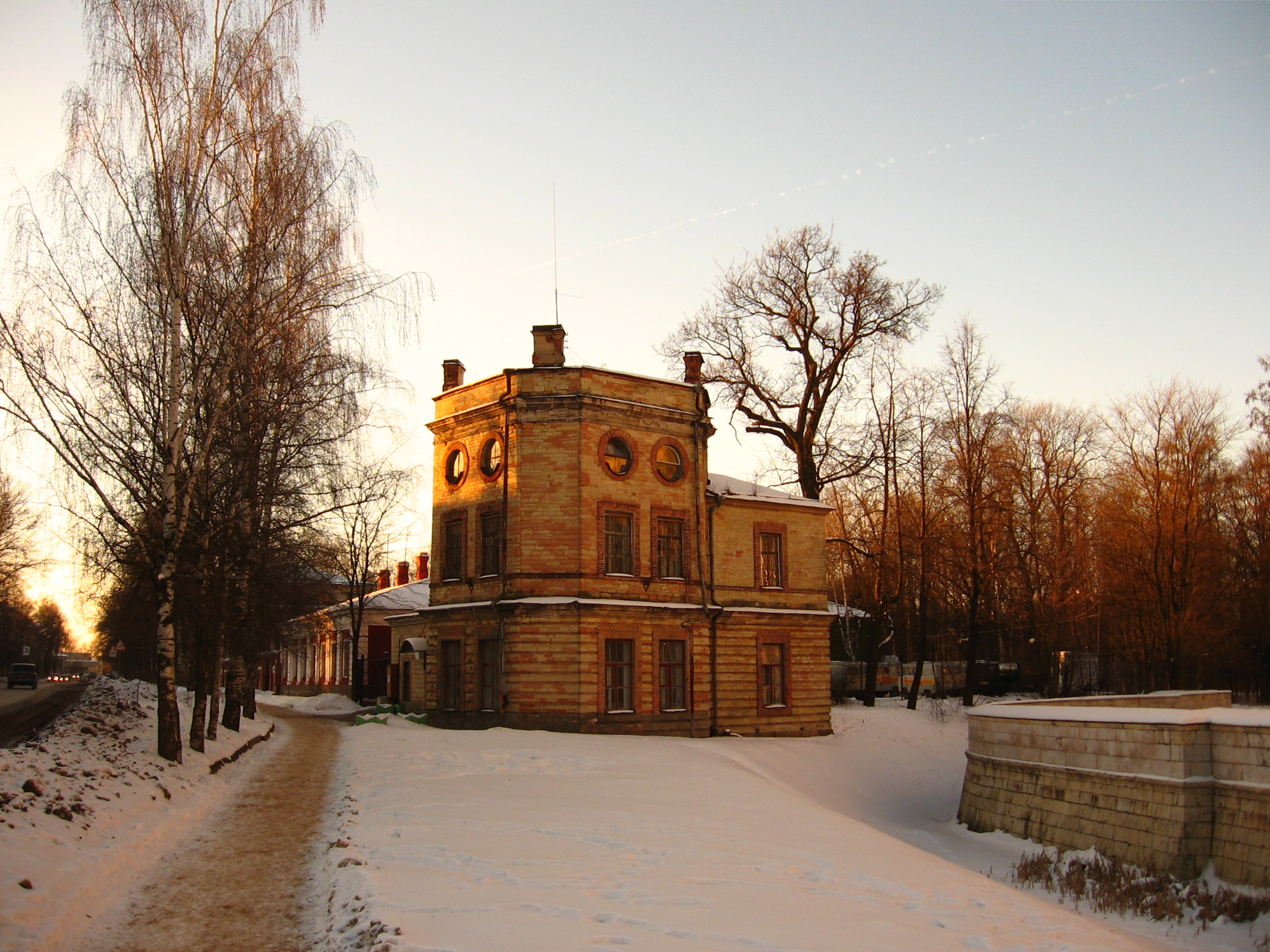
Екатеринвердерская башня у Красноармейского проспекта

Екатеринвердер — исторический район города Гатчина (Ленинградская область). Располагается к западу от Гатчинского дворца. Название получил от проектировавшейся на этом месте во времена Павла I крепости Екатеринвердер. Главной улицей района является Красноармейский проспект, имевший до революции название Екатеринвердерский проспект.

## История
Впервые эта часть города была так названа в указе, подписанном Павлом I в январе 1797 года «Об учреждении в городе Гатчине городового правления», согласно которому город делился на четыре части:
1. Ингербург и Гатчинский посад
2. Дворец и Екатеринвердер
3. Загвоздкинская, Малогатчинская и Бомбардирская улицы
4. Мариенбург

Проект крепости Екатеринвердер был разработан архитектором Бренной и одобрен Павлом. Согласно этому проекту Екатеринвердер должен был представлять собой архитектурный жилой комплекс для офицеров, состоящий из жилых зданий, магазинов для продовольствия, воинских казарм и других сооружений, связанных триумфальными арками. На въезде в город со стороны Мариенбурга и Кипени планировалось установить Екатеринвердерские ворота. Но в 1797—1800 годах успели возвести только существующую и поныне Екатеринвердерскую башню в северной части дворца, комплекс так и не был построен.
Часть недостроенных сооружений была перенесена в другие окраины Гатчины, такие как Мариенбург, Колпаны. В частности, Екатеринвердерские ворота были перевезены сначала к Загвоздинскому въезду, а в 1830 году на их основе были построены Ингербургские ворота.

## Екатеринвердерский проспект
Дорога от Гатчинской мызы в Красное Село и Динабург (Двинск) была известна ещё до того, как Гатчина стала городом. Дорога эта, соответственно, называлась сначала Динабургской, затем Красносельской. В 1820 году она была переименована в Екатеринвердерский проспект, а с 1922-го получила название Красноармейский проспект.
Проспект начинается от площади Коннетабля, проходит непосредственно рядом с плацдармом у дворца и направляется к Егерской Слободе по краю парка Сильвия.
На Красноармейском проспекте находится двухэтажный дом № 26. Согласно исследованию Л. И. Прокопенко, этот дом был построен в конце XVIII столетия по проекту И. Е. Старова и принадлежал графу Н. П. Шереметеву. Дом № 50 на Красноармейском проспекте был построен по замыслу архитектора А. Д. Захарова, в нём во времена Павла I располагался Соляной магазин.

## Достопримечательности

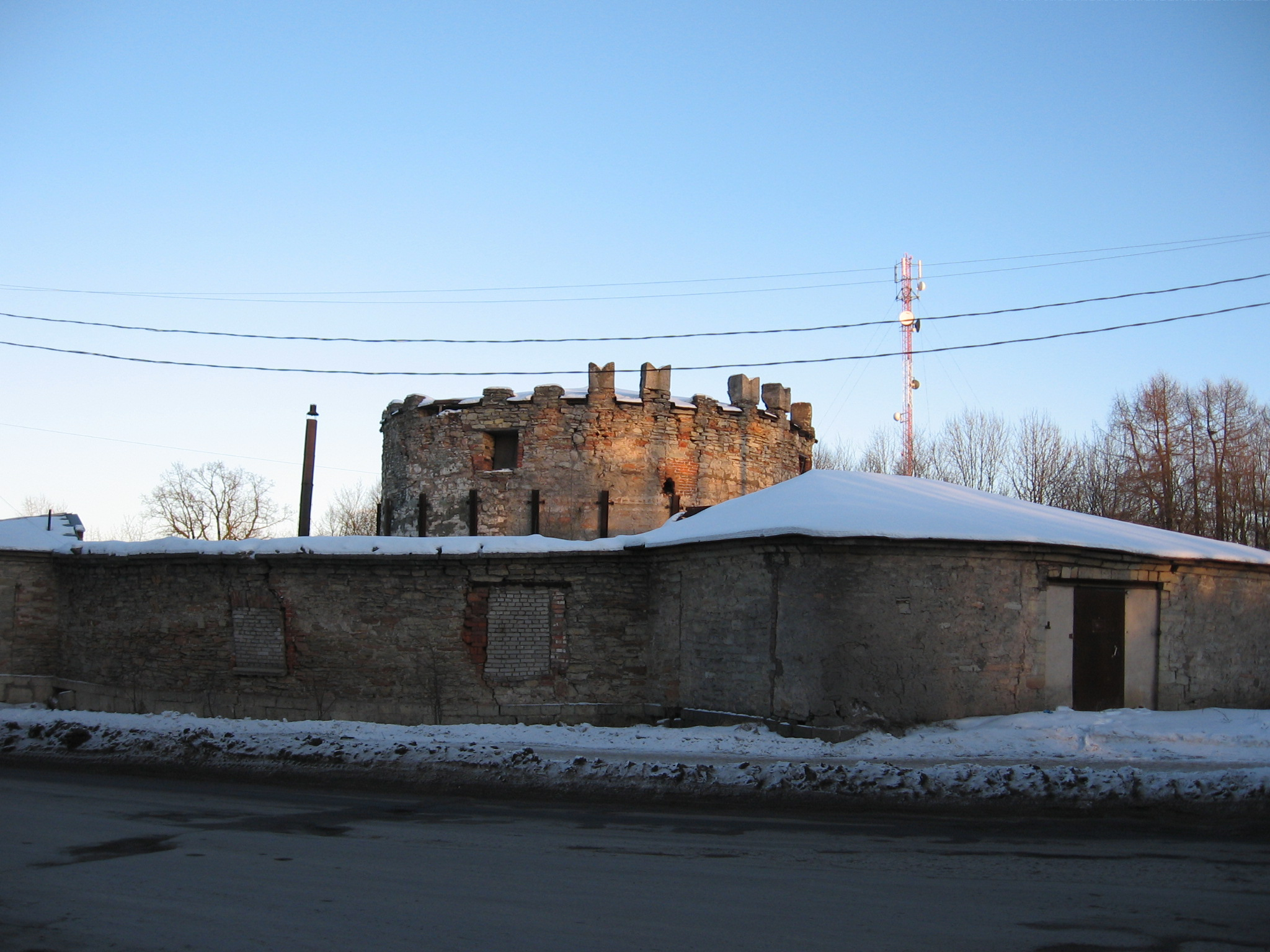
Круглая рига

- Большие дворцовые оранжереи и дом оранжерейного мастера (1790-е, архитектор В. Бренна)
- Дворцовые конюшни, они же Казармы Кирасирского полка (1798—1800, архитекторы В. Бренна, А. Д. Захаров)
- Обелиск Коннетабль (1793, архитектор В. Бренна)
- Смоленские ворота (1831—1832, архитектор В. А. Глинка)
- Музей истории авиационного двигателестроения и ремонта (ул. Григорина, д. 7-а)
- Круглая рига со службами и «Хлебными магазинами», построена не позднее 1760-х годов (самое древнее из сохранившихся каменных зданий Гатчины, автор не установлен)
- В 1964 году в парке «Сильвия» установлен памятник комсомольцам-подпольщикам. Его авторы — архитектор В. С. Васильковский и скульпторы В. С. Иванов и А. А. Королюк. На стене перечислены 25 фамилий. Рядом стоит бронзовая коленопреклоненная фигура девушки, олицетворяющая юность. Памятник установлен на месте предполагаемого расстрела патриотов 30 июня 1942 года. Молодёжная антифашистская патриотическая группа действовала в оккупированной Гатчине в 1941—1942 годах.

## Улицы микрорайона
- Красноармейский проспект (бывш. Екатериновердерский)
- улица Григорина (бывш. Конюшенная)
- улица Нестерова (бывш. Оранжерейная)
- улица Жемчужина (бывш. Цветочная)
- аллея Императора Павла Первого (бывш. Кирасирский бульвар, бульвар Революции, Липовая аллея)
- Киевская улица (от площади Коннетабля до первого ж.-д. переезда)
- Дворцовая площадь
- площадь Балтийского вокзала